# Wilhelm Gottfried Christian von Kaphengst
Wilhelm Gottfried Christian von Kaphengst (* 28. September 1751; † 15. Juli 1818) war ein preußischer Offizier und Ritter des Ordens Pour le Mérite.

## Leben und familiäres Umfeld
Wilhelm Gottfried Christian von Kaphengst entstammte der alten, in der Westprignitz begüterten brandenburg-preußischen Junkerfamilie von Kaphengst. Er wurde am 28. September 1751 auf dem väterlichen Gut Bresch als siebentes Kind und dritter Sohn des preußischen Kapitäns Albrecht Christian von Kaphengst (1704–1775), Gutsherr auf Bresch, Gülitz, Reetz und Möllnitz, und der Henriette Dorothea von Rochow (1718–1793) geboren. Er starb am 15. Juli 1818 in Rathenow. Verheiratet war er seit dem 23. März 1783 mit Charlotte Wilhelmine Bars (1759–1826). Aus dieser Ehe überlebten nur fünf Töchter die Eltern.
Sein Bruder war Christian Ludwig von Kaphengst (1740–1800), der Günstling des Prinzen Heinrich von Preußen.

## Militärische Laufbahn
Als jüngerer Sohn seines Vaters wählte er, wie es bei adligen Familien damals üblich war, den Soldatenberuf. Er trat als Offiziersbewerber in die preußische Armee ein und hatte bei Beginn des ersten Koalitionskrieges gegen das revolutionäre Frankreich den Dienstgrad eines Rittmeisters im Regiment Leibkarabiniers erreicht. Er nahm am Feldzug gegen die Truppen der französischen Revolutionsarmee teil und zeichnete sich in der für Preußen siegreichen Schlacht bei Kaiserslautern vom 28. bis zum 30. November 1793 so aus, dass ihn der preußische Oberbefehlshaber, der Herzog von Braunschweig, König Friedrich Wilhelm II. mit Bericht vom 5. Dezember 1793 für die Verleihung des Ordens Pour le Mérite vorschlug. Der König gewährte daraufhin Kaphengst diese Auszeichnung. In der betreffenden Kabinettsorder an den Herzog von Braunschweig heißt es u. a.: „… habe E.D. und L.(= Euer Durchlaucht und Liebden) gefälliges Schreiben vom 5. d. M. erhalten … bezeige Ich Demselben … Meinen aufrichtigen Dank für die vortrefflichen Dispositiones und deren herrliche Ausführung, wodurch die Absichten des Feindes so vollkommen vereitelt… . Mithin kann Ich Meine völlige Zufriedenheit äußern … Diese bestimmt denn auch Mich, … von E.D. und L. vorgeschlagenen Gnadenbezeugungen ohne Ausnahmen zu genehmigen …“.
Wilhelm Gottfried Christian von Kaphengst setzte seine militärische Laufbahn in der preußischen Armee fort und erreichte den Dienstgrad eines Oberstleutnants.
Nach dem Tod seines Vaters und seines älteren Bruders erbte er die Güter Bresch, Gülitz und Reetz.